# Yellow Springs
Yellow Springs is een plaats (village) in de Amerikaanse staat Ohio, en valt bestuurlijk gezien onder Greene County.

## Demografie
Bij de volkstelling in 2000 werd het aantal inwoners vastgesteld op 3761.
In 2006 is het aantal inwoners door het United States Census Bureau geschat op 3637, een daling van 124 (-3,3%).

## Geografie
Volgens het United States Census Bureau beslaat de plaats een oppervlakte van
4,9 km², geheel bestaande uit land. Yellow Springs ligt op ongeveer 262 m boven zeeniveau.

## Plaatsen in de nabije omgeving
De onderstaande figuur toont nabijgelegen plaatsen in een straal van 12 km rond Yellow Springs.

## Bekende inwoners van Yellow Springs

### Geboren
- Richie Furay (1944), singer-songwriter, bekend van Buffalo Springfield en Poco

### Woonachtig (geweest)
- Mike DeWine (1947), gouverneur van Ohio